# 오다 히데노부
오다 히데노부(일본어: 織田 秀信, 덴쇼 8년(1580년) ~ 게이초 10년 음력 5월 27일(1605년 7월 13일))는 아즈치모모야마 시대부터 에도 시대의 무장, 기리시탄 다이묘이다. 오다 노부나가(織田信長)의 적장손이자 노부나가의 장자인 오다 노부타다(織田信忠)의 적장자이다. 아명은 산보시(三法師)이며 사부로(三郎)라는 이름으로도 불렸다. 기후(岐阜)의 성주이자 동시에 조정의 관위가 중납언(中納言)이었던 연유로 기후노 중납언(岐阜中納言)이라는 별칭도 있었다. 일본의 사료인 『공경보임(公卿補任)』에는 다이라노 히데노부(平秀信)로 기록되어 있다. 세례명은 페드로이다.

## 생애
덴쇼 8년(1580년) 오다 노부타다의 장남으로 출생하였다. 덴쇼 10년 혼노지의 변(本能寺の変) 당시 조부 노부나가와 부친 노부타다가 모두 주살되면서 마에다 겐이(前田玄以)의 보호하에 본래의 거처인 기후 성에서 기요스성(清洲城)으로 거처를 옮겼다. 같은 해, 기요스 회의에서 하시바 히데요시(羽柴秀吉)의 추대를 받아 노부나가의 또 다른 중신 시바타 가쓰이에(柴田勝家)의 지지를 받던 숙부 노부타카(信孝)를 제치고 3세의 나이에 오다 가문의 당주가 되었다. 직할령은 오미국(近江国) 사카타 군(坂田郡) 3만 석이었으며 나이가 어려 친정이 불가능하였으므로 호리 히데마사(堀秀政)가 영주 대리를 맡았다. 덴쇼 16년(1588년) 이름을 오다 사부로 히데노부(織田三郞秀信)로 바꾸며 성인식을 치렀는데, 이 때 이름 중 ‘히데’(秀)는 도요토미 히데요시에게서 따왔으며, ‘노부’는 조부인 오다 노부나가에서 따왔다.
게이초 5년(1600년) 세키가하라 전투(関ヶ原の戦い)가 발발하자 이시다 미쓰나리의 서군에 가담하였다. 그러나 동군 후쿠시마 마사노리(福島正則), 이케다 데루마사에게 패하여 거성인 기후 성을 빼앗기고 지위를 잃은 뒤 고야 산(高野山)에 은거하여 승려가 되었다. 이후 1605년 25세로 사망하였다.